# 皇甫束玉
皇甫束玉（1918年5月20日—2015年11月30日），男，山西辽县（今左权县）人，中华人民共和国教育出版家、文艺活动家、剧作家、诗人，中国共产党党员。

## 生平
皇甫束玉早年自初中毕业。1937年考取太原成成中学并准备入学时，抗日战争全面爆发，他回太行山参加革命。1942年5月25日，左权在十字岭殉国。1943年9月18日，辽县召开易名大会，大会前夜，皇甫束玉和朋友们接受上级布置的任务，合作创作出《左权将军之歌》。此歌在次日的大会上唱响，从此广为传唱。皇甫束玉曾被评为太行抗日根据地模范戏剧工作者。抗日战争胜利后，1947年离开太行山到晋冀鲁豫边区政府的工作。其间为配合“土地改革”运动，创作出秧歌剧《土地还家》，其同名主题歌此后成为久唱不衰的山西民歌。
1949年北平和平解放后，随所在单位进北平（同年改称北京），接收中国国民党的华北教育机构。调入北京后，皇甫束玉一直在教育部及其下属单位工作。1954年，任中华人民共和国教育部办公厅副主任，任命书由国务院总理周恩来签发。当时皇甫束玉是司局级干部，这一级别一直保持到离休。当时的教育部部长杨秀峰是皇甫束玉的老上级，皇甫束玉的工作之一是为杨秀峰起草讲稿。1961年2月，中共中央书记处发出大抓高校教材建设工作的指示，要求“从无到有，课前到书，人手一册，印刷清楚”。教育部部长杨秀峰向中央保证1961年秋季供书。1961年，教育部副部长黄辛白偏重抓教材编写工作，皇甫束玉偏重抓教材出版工作，由此皇甫束玉奉派到高等教育出版社任党委书记。经过这次大会战，高校教材同中小学教材一样获得保证，并由此形成制度。
1966年文革开始后，皇甫束玉成为高等教育出版社头号走资派，连续多年遭到批斗，文革初期还被抄家。继造反派之后，进驻的工宣队、军宣队也批判皇甫束玉执行了刘少奇的“修正主义路线”。起初批判的线索是“刘少奇→林枫→蒋南翔→黄辛白→皇甫束玉”，后来简化为“刘少奇→皇甫束玉”。他的罪状主要有三条：一是从教材中删除了毛主席语录，二是招降纳叛，重用一些有所谓国民党、三青团等历史背景的编辑和出版干部，三是走专家路线，事事听取专家意见。直到进五七干校，皇甫束玉仍被审查。
文革结束后，已在安徽任职的皇甫束玉1977年被召回北京，重新主持高等教育出版社的工作，解决因文革造成的新一轮“教材荒”。皇甫束玉领导了又一次“高等教材大会战”，为改革开放的人才培养提供了教材保证。1983年实行“职称评定”时，即将离休的皇甫束玉任职称评审委员会主任委员，为高等教育出版社80多位资深编辑评上高级职称，但没有把自己评上。
1983年，皇甫束玉离休。离休后，皇甫束玉撰写和编辑了许多文稿和书籍，留下了不少回忆文章。1987年，皇甫束玉获“第一届韬奋出版奖”，成为全国10名获奖者之一。2009年，获“新中国60年百名优秀出版人物”称号。2012年，皇甫束玉将积累的全部书籍、作品等无偿捐献给晋中高等师范专科学校，该校以此创建“皇甫束玉文化教育艺术馆”。
2015年11月30日，皇甫束玉在北京病逝。

## 身后
2015年12月6日，皇甫束玉遗体告别仪式在北京八宝山殡仪馆举行；仪式不播哀乐，而播山西民歌手刘改鱼演唱的《土地还家》。